# Ptilinopus insolitus
Ptilinopus insolitus е вид птица от семейство Гълъбови (Columbidae).

## Разпространение
Видът е разпространен в Папуа Нова Гвинея.